# L'incredibile Hulk (videogioco)
L'incredibile Hulk (The Incredible Hulk) è un videogioco d'azione, basato sull'omonimo film del 2008. Protagonista è l'eroe Marvel Comics, che si scontra con i suoi nemici più noti, tra cui l'organizzazione Enclave e il generale Ross.

## Modalità di gioco
Il gioco è un open world d'azione ambientato a Manhattan, tranne che per la parte iniziale della storia, dove il giocatore controlla Hulk, tramite il quale dovrà completare diverse missioni. Queste ultime sono suddivise in missioni principali (dedite a continuare la trama del gioco e a trovare una cura per Bruce Banner) e secondarie, ma verranno spesso ostacolate da diversi nemici, che siano dei mostri o l'esercito.
Durante le missioni, in basso a sinistra sarà presente un indicatore, suddiviso in due barre: una classica barra della vita che una volta esaurita decreterà la sconfitta, e una barra che indica il livello di furia di Hulk.
Se quest'ultima viene alimentata e riempita, i colpi di Hulk saranno sempre più potenti, ma i nemici diventeranno sempre più numerosi, alzando il livello di minaccia (in modo simile ad altre saghe videoludiche, come quella di GTA). Una volta raggiunto il massimo livello di minaccia, comparirà persino Tony Stark con la sua armatura avanzata, la Hulkbuster, per cercare di mettere fine alla situazione. La barra di furia può venire riempita causando distruzione nel mondo di gioco.

## Trama
Lo scienziato Bruce Banner, dopo essere rimasto esposto alle radiazioni gamma in un esperimento fallito, è diventato un latitante in quanto ogni volta che si arrabbia o è sotto intenso stress diventa un essere verde gigantesco dalla forza incontenibile, noto come Hulk. Dal Brasile, dopo essersi trasformato di nuovo, sfugge alle forze armate del generale Thunderbolt Ross e ad uno dei suoi uomini più spietati, Emil Blonsky, e giunge a New York. Qui salva la vita ad un ragazzo, Rick Jones, ostaggio dei soldati di un'avanzata organizzazione guidata da quattro scienziati, nota come Enclave, che con i loro singoli eserciti privati stanno usando Manhattan come un gigantesco sito per i loro test scientifici e militari.
In seguito, Bruce protegge ulteriormente Rick come Hulk e i due diventano amici; contemporaneamente inizia a lavorare con il dottor Samuel Sterns, che era stato il suo contatto in Brasile in quanto possibile aiuto per trovare una cura definitiva alla sua condizione. Sotto la direzione di Sterns, Hulk recupera speciali nanorobot da usare nella sua ricerca.
Hulk respinge ulteriori attacchi militari guidati dal maggiore dell'esercito Glenn Talbot e aiuta Rick a sventare diversi attacchi alla città perpetrati dall'Enclave. Sterns informa Banner che è possibile costruire un Gamma Charger per curarlo e Hulk riesce ad acquisire con successo gli oggetti necessari per assemblarlo. Poi si dirige all'università per recuperare i suoi vecchi dati di ricerca, e per fortuna Betty Ross, figlia del generale e sua fidanzata, riesce a ottenerli prima che vengano cancellati dal padre. Purtroppo l'esercito li raggiunge e li ferma, e quando i soldati del generale Ross afferrano Betty per allontanarla dalla zona, Bruce si altera al punto da trasformarsi in Hulk e attacca i punti di schieramento dell'esercito nel prato dell'università. Poi si impegna in una lotta diretta con Blonsky, che ha ricevuto un siero che migliora le sue capacità fisiche, ma riesce comunque a sconfiggerlo e scappa con Betty. Su richiesta di lei, Bruce aiuta segretamente suo padre ad attaccare l'Enclave, e Sterns lo contatta per dirgli che possono testare il Gamma Charger se Hulk riesce a ottenere un simulatore genetico dall'Enclave. Hulk usa il Gamma Charger per disattivare un'arma biologica dell'Enclave, portando Sterns a concludere che la cura funziona. Intanto Blonksy si è rimesso fisicamente dallo scontro con Hulk in maniera eccellente, e con la benedizione del generale si offre come soggetto per un'ulteriore sperimentazione del siero.
Hulk deve poi sorvegliare un camion contenente un'arma sperimentale che il generale Ross sta trasportando. Quando a sorpresa proprio il maggiore Talbot ruba l'arma, Hulk la recupera e la dà a Rick in modo che possa distruggerla, ma Talbot rapisce Betty: Hulk allora combatte contro un'armatura Hulkbuster comandata da uno dei soldati per distruggere i generatori che intrappolano la ragazza in una gabbia. Una volta che il pilota dell'Hulkbuster si rende conto di chi ha davvero rapito, ordina alle sue truppe di ritirarsi. Il generale Ross invia subito le sue truppe ad arrestare Talbot per le sue azioni, ma l'uomo usa uno speciale Hulkbuster a propulsione nucleare per affrontare gli altri militari fino all'ultimo. Hulk si unisce alla lotta e sconfigge Talbot scagliando nel cielo il suo Hulkbuster che, in procinto di causare un'esplosione nucleare distruggendo mezza città, uccide l'uomo, rimasto dentro. Nonostante tutto ciò che ha fatto per aiutarli, il generale Ross non intende graziare Bruce in nessun caso.
Infatti tempo dopo Sterns contatta Bruce dicendogli che finalmente ha sviluppato l'antidoto e possono testarlo su di lui. L'uomo, accompagnato da Betty, si reca all'incontro nel laboratorio ignaro che i militari, guidati da Blonsky e in contatto radio con Ross, li stanno sorvegliando. Sterns, pur avvisando Bruce che niente potrebbe andare come hanno programmato, induce un episodio di trasformazione per poi contrastarlo in maniera repentina, curando apparentemente Bruce o forse soltanto sopprimendo quel momento specifico: lo stesso dottore spiega che non avendo ricevuto sufficiente materiale genetico di Bruce aveva dovuto fare dei test umani su altre persone, e per farlo aveva prodotto dell'altra sostanza gamma dal suo sangue in gran quantità, sicuro di poterla gestire grazie al nuovo antidoto. Bruce si dice contrario e insiste a voler distruggere tutto per evitare che l'esercito se ne impossessi, ma quasi subito viene narcotizzato dai soldati, che irrompono nel laboratorio con Ross e lo portano via insieme a Betty su un elicottero. Durante tutto questo, Blonsky si era allontanato dalla sua postazione senza essere autorizzato e si avvicina a Sterns rimasto da solo; desideroso di diventare potente come Hulk, lo costringe così a iniettargli il campione di sangue irradiato coi raggi gamma di Bruce, consapevole che combinandolo alla quantità già presente nel suo corpo lo avrebbe mutato radicalmente. L'operazione trasforma Blonsky nel mostruoso Abominio, che poi imperversa per la città distruggendo tutto. Bruce, sapendo di essere l'unico che può fermarlo, rischia tutto saltando dall'elicottero senza paracadute e, sfruttando l'adrenalina della caduta, si trasforma in Hulk prima dell'atterraggio. Dopo una lunga battaglia, Hulk sconfigge Abominio, che intanto aveva mirato all'elicottero, e salva Betty e suo padre dal mostro per poi fuggire di nuovo. Prima di andarsene anche lei, Betty si rivolge al padre, che ritiene responsabile, dicendo "Spero ne sia valsa la pena".

## Accoglienza
| Testata                         | Versione | Giudizio |
| ------------------------------- | -------- | -------- |
| Metacritic (media al 18-2-2023) | PS3      | 50/100   |
| Metacritic (media al 18-2-2023) | PS2      | 50/100   |
| Metacritic (media al 18-2-2023) | PC       | 33/100   |

La rivista Play Generation diede alla versione per PlayStation 3 un punteggio di 56/100, trovando azione in un gioco monotono e tecnicamente migliorabile, a uso e consumo dei soli fan di Hulk. Su Metacritic, la versione per PlayStation 2 ricevette una valutazione dei critici di 50/100, mentre la versione per PS3 ottenne 55/100. La versione per PC fu ancora più disprezzata, infatti l'aggregatore registrò un voto dei critici di 33/100 e un voto del pubblico di 4.6 su 10.